# カビーとクラッチのどうよ
カビーとクラッチのどうよ（かびーとくらっちのどうよ）は、茨城放送 (IBS) で2007年4月7日から2010年4月3日まで放送されていた生放送ラジオ番組である。放送期間途中で倉田希実子が産休で降板したため、後任に松浦真紀が加入してからはカビーとマキのどうよにタイトルが変更された。

## 概要
「どうよ」というタイトルは県内各地の情報を紹介し「いかがですか」や、「どうですか」と投げかけの意味だと、「平成19年5月度茨城放送番組審議会議事録概要」のHPで紹介している。

## 出演者
- 鹿原徳夫
- 倉田希実子（産休のため、放送期間中に降板）
- 松浦真紀（2006年度水戸の梅大使。倉田の降板後に2代目アシスタントとして加入）

## 放送時間
毎週土曜日 08:30 - 11:40

## 主なコーナー
- 08:37 - IBS交通情報
- 08:41 - スクーピーウェザーレポート
- 08:52 - 今週のキミネコさん
- 08:56 - IBS交通情報
- 09:00 - 今週のお元気さん
- 09:03 - トヨペットミドル応援団
- 09:10 - 朝日新聞ニュース
- 09:13 - 天気予報
- 09:15 - 亜矢　椎造教授の“現在社会”
- 09:27 - IBS交通情報
- 09:30 - 交通安全指導取締情報
- 09:33 - スクーピーレポート
- 09:40 - ホームドラマ（1.3.4.5週）

　　　　　　マイタウン水戸（2週）
- 09:56 - 天気予報
- 10:00 - この曲、どうよ!?
- 10:10 - 海浜公園へ行こう!
- 10:15 - いざ!かばくら!
- 10:30 - IBS交通情報
- 10:35 - 知っていますか?クスリのお話
- 10:45 - 母の詩
- 10:56 - 天気予報
- 11:00 - スクーピーレポート
- 11:20 - IBS交通情報
- 11:23 - 交通安全指導取締情報
- 11:27 - 茨城新聞ニュース
- 11:30 - ぼくの作文わたしの作文

## 終了したコーナー
- 08:46 - 県警からのお知らせ

## エピソード
- 亜矢　椎造教授は千波産業大学の教授である。（架空）
- 亜矢　椎造教授は鹿原徳夫が務めている。
- 新番組サタスタ9ができるときに、鹿原は「この時間帯の新番組はわたしと少し名前の似ている神原千恵さんが放送します」と言っていた。また、サタスタ9がスタートすると、鹿原は新番組のIT's きたかんで放送することになった。
- ホームドラマのキャッチコピーは『駅から始まる物語“ホームドラマ”』であるが、あまり知られていない。

## 引用
- 「IBSTime Table」2008年7～9月号
- 「IBSTime Table」2009年4～6月号
- 「IBSTime Table」2009年7～9月号
- 「IBSTime Table」2009年1～3月号
- https://www.ibs-radio.com:1197/?act=Council&sel_no=157&ibs=1907bab810ee911c9e48ef7d9d1e1686　→平成20年2月度　茨城放送番組審議会議事録概要
- https://www.ibs-radio.com:1197/?act=Council&year=2007&month=6&ibs=1907bab810ee911c9e48ef7d9d1e1686　→平成19年5月度　茨城放送番組審議会議事録概要

| 茨城放送 土曜午前ワイド枠                     | 茨城放送 土曜午前ワイド枠                     | 茨城放送 土曜午前ワイド枠 |
| 前番組                                        | 番組名                                        | 次番組                    |
| --------------------------------------------- | --------------------------------------------- | ------------------------- |
| 週末情報番組 ラジサタマガジン （6:00～11:40） | カビーとクラッチのどうよ→カビーとマキのどうよ | サタスタ9 （9:00～11:40） |

| 茨城放送 土曜8:30-9:00枠                      | 茨城放送 土曜8:30-9:00枠                      | 茨城放送 土曜8:30-9:00枠                            |
| 前番組                                        | 番組名                                        | 次番組                                              |
| --------------------------------------------- | --------------------------------------------- | --------------------------------------------------- |
| 週末情報番組 ラジサタマガジン （6:00～11:40） | カビーとクラッチのどうよ→カビーとマキのどうよ | タッチ・ミー・イン・ザ・モーニング （放送時間拡大） |